# Dan Salel
 (octobre 2018).
Dan Salel, né le 1er février 1959 à Bron, est un bédéiste et photographe français, surtout connu pour être l'auteur du personnage de dessins animés Le Piaf. Il participe également à la création et au développement de produits dérivés.
Son prénom est bien « Dan » et non « Daniel » comme il est parfois orthographié à tort.

## Biographie
Photographe de formation, il fait carrière dans les produits dérivés aux Éditions Combre à Lyon. Il y exerce aussi de nombreux petits métiers comme laborantin photo. Puis il part tenter sa chance à Paris pour exercer son métier de photographe en 1988. Il sera photographe de plateaux à la Société française de production (SFP). En mars 1983, il crée son personnage Le Piaf. Puis il signe son premier contrat de cartes postales. Dan Salel quitte alors la photo pour développer Le Piaf.
À partir de 1989, avec Louis Charles Finger, il écrit et produit la première série de dessins animés Le Piaf, réalisé par Brizzi Films. La première diffusion a lieu sur Canal+ en prime time. Il obtient le prix du « personnage le plus drôle » au Festival international de la bande dessinée d'Angoulême en 1989[réf. nécessaire].
En 1990, sur commande de l'Agence Apar, il crée une longue série de comic strips qui sont diffusés dans des quotidiens français dont Ouest-France, La Montagne, Le Dauphiné libéré.
Ces diffusions dans les quotidiens ajoutées aux diffusions télévisuelles rendent Le Piaf plus populaire. Quelques années plus tard, Dan Salel crée d'autres personnages dont Ze Souris dans le domaine de la carte postale.
En 2010, Dan Salel crée une série de 10 albums de bandes dessinées à message.

## Personnages

### Le Piaf
Le Piaf est apparu pour la première fois sous forme de cartes postales aux Éditions Médiatec. C'est le premier personnage de dessins animés français qui a été diffusé sous forme de cartes postales avec des messages à bulles. Les messages s'adressent essentiellement aux adultes.
Le Piaf en cartes postales :
- Éditions Médiatec
- Éditions Cartotec
- Éditions Dalix
- Editions Hallmark
- Éditions Tonnerre
- Editions Tendances
- Pacaprod Éditions

En sont issus des produits dérivés (textile, figurines, etc.)
Le personnage fait l'objet d'une diffusion à la télévision (Le Piaf), en comics strips (quotidiens régionaux français). La série de dessins animés compte de 200 épisodes de 1 min 30 s.

### Autres personnages
- Stanley (1995)
- Ze Souris (1998)
- Ze Chat (1999)
- Truff' (2001)